# Елово
Елово (мкд. Елово) је насеље у Северној Македонији, у северном делу државе. Елово припада општини Студеничани, која окупља јужна предграђа Града Скопља.

## Географија
Елово је смештено у северном делу Северне Македоније. Од најближег већег града, Скопља, насеље је удаљено 30 km јужно.
Насеље Елово је у оквиру историјске области Торбешија, која се обухвата јужни обод Скопског поља. Насеље је смештено на северним висовима планине Караџице. Ниже села протиче Маркова река. Надморска висина насеља је приближно 840 метара.
Месна клима је планинска због знатне надморске висине.

## Становништво
Елово је према последњем попису из 2002. године имало 265 становника.
Претежно становништво у насељу су Турци (93%), а остало су махом Албанци.
Већинска вероисповест је ислам.